# 廖慶齊
廖慶齊，MBE（1931年9月10日—2014年4月23日），生於香港，新界上水原居民，著名香港業餘天文學家、香港太空館創建人暨首任館長，被傳媒稱為香港天文之父。

## 簡歷
廖慶齊居位於上水興仁村，為上水廖氏第19世孫。於1961年獲香港大學文學士學位（為此當時族長廖瑞祥於上水鄉廖萬石堂立「文學士」牌匾），於1960年至1970年在皇仁書院任教中國文學及中國歷史，期間成立皇仁書院天文學會。1971年任沙頭角官立中學校長。
1972年，廖慶齊於興仁村家中後園建立香港首間私人天文台，內有自行設計的32厘米口徑卡塞格林式反射望遠鏡及越軸式（十字軸）赤道儀。他經常以此設備拍攝月球及行星的高解像底片，他於同年8月拍攝的一幅月球環形山特寫照片被美國《天空與望遠鏡雜誌》雜誌刊登，使到他於全球業餘天文愛好者中逐漸為人認識。
1974年，廖慶齊接受《天空與望遠鏡》雜誌及以其上水觀測室望遠鏡作為1974年4月號封面圖片，是香港業餘天文活動首次被外國著名天文雜誌作深入介紹。1977年，其分別以一張月面環形山特寫和行星照片獲一個外國天文聯會的天文攝影比賽冠軍和季軍。
1980年10月，廖慶齊出任香港太空館首任館長。至1985年因為健康問題退休及移居美國加里福尼亞州，他繼續在家中後園配置觀測室繼續進行天文攝影，並且繼續擔任香港太空館名譽顧問，期間定期回來香港，為香港太空館節目或者活動擔任嘉賓以至講者。
1998年4月，國際天文學聯合會批准將6743號小行星命名為「LIU」（原編號為1994 GS，為日本天文學家円館金和渡邊和郎在1994年4月發現及於1998年向國際天文學聯合會提名），其他獲獎包括1982年日本Chiro（千郎）天文獎和1984年大英帝國員佐勳章。於2010年1月30日擔任香港太空館天文公園的開幕嘉賓。
2014年4月23日下午4時（太平洋时区UTC−07:00）在美國加洲去世。

## 外部連結
- 太空館細訴廖慶齊的星路歷程（附圖） （页面存档备份，存于），香港特區政府新聞公報，2005年10月8日